# Веспе
Веспе (на немски: SdKfz 124 Wespe) е германско самоходно оръдие, разработено и използвано по време на Втората световна война. Базирано е на танка Панцер II. Произведени са 662 бройки между 1943 и 1944 година.

## История
През 1940 по време на Битката за Франция, се вижда че главният танк на немските войски Панцер II е неподходящ като пряко бойно превозно средсвто, въпреки че от констуктивна гледна точка, той е както въоръжен, така и брониран добре.